# Sajó
El Sajó (en húngaro; en eslovaco, Slaná) es un río en Hungría y Eslovaquia. Su longitud es de 229 km, de los cuales 110 km están en Eslovaquia. Su fuente se encuentra en las montañas del Montes Metálicos Eslovacos, en las Stolické vrchy ("montañas de Stolica"), en la pendiente septentrionale de Stolica, su cumbre el más alto (1476 m). Fluye a través de la ciudad eslovaca de Rožňava y la húngara de Miskolc. En Hungría fluye por el condado de Borsod-Abaúj-Zemplén. Fluye al río Tisza cerca de Tiszaújváros.
- Datos: Q576032
- Multimedia: Sajó / Q576032